# Brunhilde Nauer
Brunhilde Ursula Margit Nauer (* 1959 in Torgelow) ist eine deutsche Politikerin (AfD). Seit 2024 ist sie Abgeordnete des Thüringer Landtags.

## Leben
Nach dem Besuch der Polytechnischen Oberschule (POS) absolvierte Nauer von 1976 bis 1979 eine Berufsausbildung im Gartenbau. Anschließend studierte sie von 1979 bis 1982 an einer Fachschule für Gartenbau und schloss als Diplom-Gartenbauingenieurin (FH) ab.
Die aus Neubrandenburg stammende Nauer zog 1986 nach Rudolstadt. Dort war sie zunächst im öffentlichen Dienst beim Landratsamt tätig. Seit 1993 arbeitet sie als (verbeamtete) Sachbearbeiterin beim Thüringer Rechnungshof. Von 1997 bis 2000 besuchte sie die Thüringer Verwaltungs- und Wirtschaftsakademie und erlangte den Abschluss Verwaltungsbetriebswirtin (VWA).
Nauer ist Mutter eines Kindes.

## Politik
Nauer ist Mitglied der AfD und 1. Sprecherin des Kreisverbandes Süd-Ost-Thüringen der Partei. 2019 und 2024 wurde sie in den Kreistag des Landkreises Saalfeld-Rudolstadt gewählt. Dort ist sie Vorsitzende der Fraktion AfD (Wahlvorschlag Alternative für den Landkreis). Nach parteiinternen Streitigkeiten im Vorfeld der Kommunalwahlen 2024 war die AfD mit zwei Kandidatenlisten in Saalfeld-Rudolstadt angetreten, so dass es im Kreistag zwei AfD-Fraktionen mit jeweils sechs Mitgliedern gibt.
2020 kandidierte Nauer bei der Landratswahl im Kreis Saalfeld-Rudolstadt, kam jedoch mit 17,8 Prozent der Stimmen nur auf Platz 3, während Amtsinhaber Marko Wolfram (SPD) gewann.
Bei der Landtagswahl in Thüringen 2024 trat Nauer als AfD-Direktkandidatin im Wahlkreis Weimarer Land I – Saalfeld-Rudolstadt III an und setzte sich mit 11.629 Stimmen (38,2 Prozent) gegen den bisherigen Mandatsinhaber Mike Mohring (CDU) durch. Im 8. Thüringer Landtag ist sie Mitglied des Haushalts- und Finanzausschusses.